# Goulmima

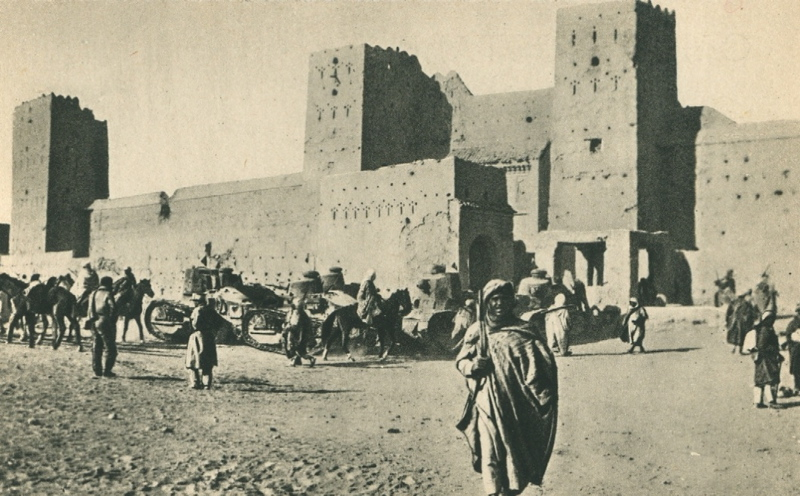
Goulmima (um 1930)

Goulmima (arabisch ݣلميمة, Zentralatlas-Tamazight ⵉⴳⵯⵍⵎⵉⵎⵏ Igwelmimen) ist eine Dattelpalmenoase mit ca. 14.500 Einwohnern in der Provinz Errachidia in der marokkanischen Region Drâa-Tafilalet.

## Lage und Klima
Goulmima liegt in einer Höhe von ca. 1020 m südlich der Berge des Hohen Atlas in einer vom Schmelzwasserfluss Oued Rheris durchflossenen Senke. Die „Straße der Kasbahs“, die Ouarzazate (ca. 243 km südwestlich), Tinghir (ca. 76. km südwestlich), Tinejdad (ca. 21 km südwestlich) und Errachidia (ca. 60 km nordöstlich) miteinander verbindet, führt durch den Ort. Das Klima ist wüstenartig und warm; Regen (ca. 145 mm/Jahr) fällt nahezu ausschließlich in den Wintermonaten.

## Bevölkerung
| Jahr      | 1994   | 2004   | 2014   | 2024   |
| Einwohner | 14.026 | 16.593 | 16.419 | 14.624 |

Die Bevölkerung der Stadt ist nach der Unabhängigkeit Marokkos (1956) durch Zuwanderung von Berberfamilien aus den umliegenden Berg- und Wüstenregionen deutlich gewachsen. Man spricht Marokkanisches Arabisch und verschiedene Berberdialekte.

## Wirtschaft
Goulmima war lange Zeit ein Karawanenstützpunkt, in dessen Umgebung Dattelpalmen wuchsen und zur Zeit der Schneeschmelze kleinere Felder bewirtschaftet werden konnten. Erst in der Protektoratszeit gewann der Ort ein wenig an Bedeutung. Wichtigste Einnahmequelle ist heute der Tourismus.

## Geschichte
Im Jahr 1884 kam der französische Offizier und Reisende Charles de Foucauld (1858–1916) auf einer Reise nach Algerien in den Ort. Er berichtete von Auseinandersetzungen der Berberstämme untereinander, die jedoch nach der Errichtung des Protektorats (1912) und zunehmender Militärpräsenz der Franzosen seltener wurden und schließlich ganz aufhörten.

## Sehenswürdigkeiten
- Die Stadt hat noch zahlreiche alte Häuser aus Stampflehm, von denen allerdings viele zu kleinen Hotels und Pensionen umgebaut worden sind.
- Vor allem im Frühjahr lohnen sich Wanderungen durch die Palmenoase mit ihren grünen Feldern.